# 支倉焼

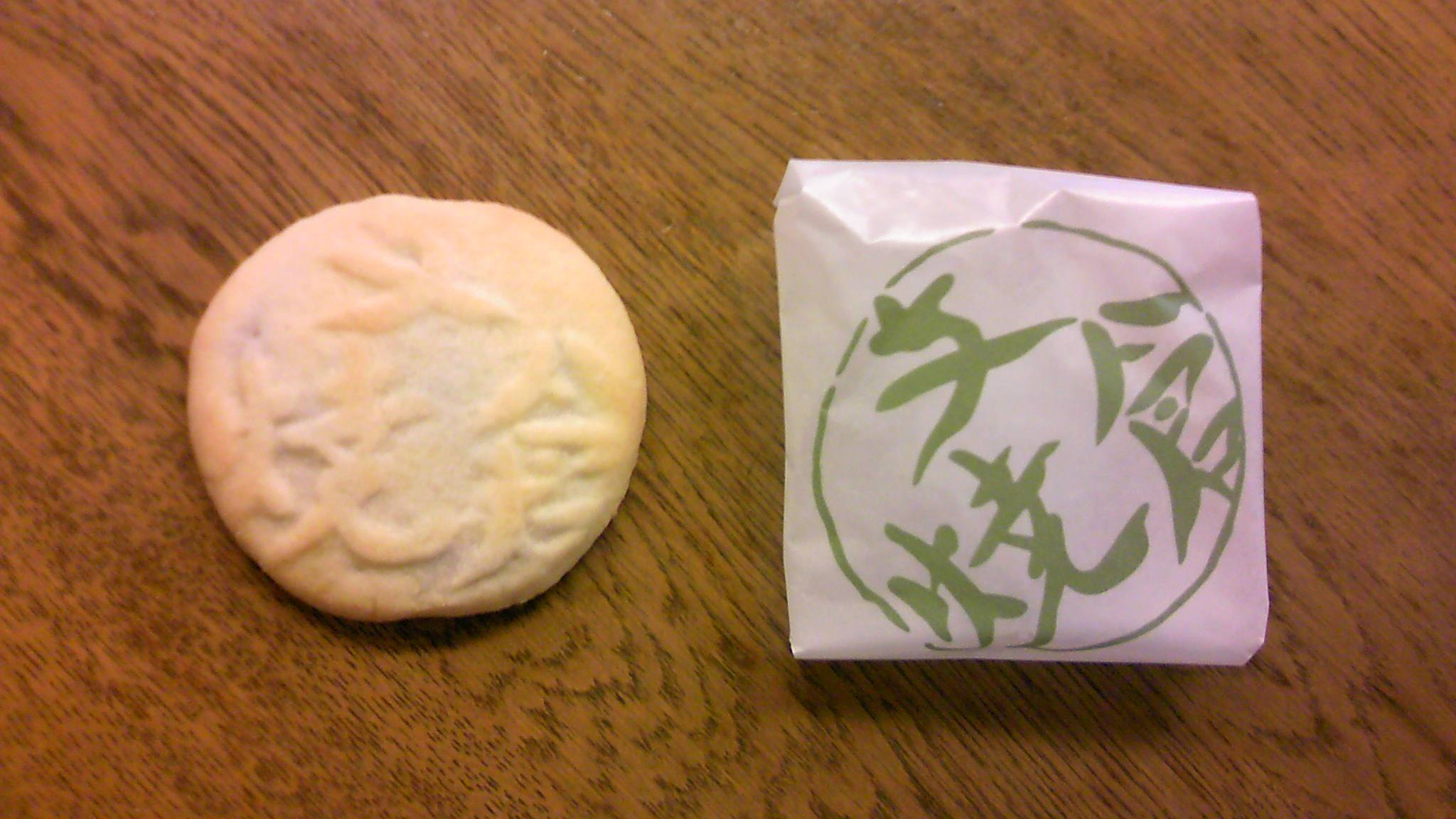
支倉焼

支倉焼（はせくらやき）は、宮城県仙台市のふじや千舟が製造・販売する菓子である。1958年（昭和33年）に誕生した。「奥州仙台銘菓」を謳っている。クルミ入りの白餡をフレッシュバター・卵・ざらめ・小麦粉等を練り上げた生地で包み、木型で成型して菓子の表面に支倉焼の文字を浮かびあがらせ、焼き上げた洋風和菓子である。材料は日本で生産されているもので、保存料は使用されていない。商品名は仙台藩の慶長遣欧使節の1人であった支倉常長から名付けられた。「支倉焼」の文字を緑色と朱色それぞれで印刷した二種類の包装紙（パラフィン紙）があるが、包まれている菓子は同じものである。注文に応じて、朱色だけで慶事用、緑色だけで弔事用にもできる。

## ふじや千舟
ふじや千舟は、支倉焼を製造販売している会社である。本社と工場が仙台市青葉区愛子にあり、本店が同区中央にある。店名の「千舟」は、初代社長の佐藤長清が「千隻の宝船の夢を見た」ことから。
店舗は本店のほか、デパ地下店舗として仙台三越や藤崎に展開し、仙台駅の駅ビルのエスパル仙台本館地下や、長町にあるザ・モール仙台長町にも出店している。東京では宮城ふるさとプラザで販売されている。
Date fmで、「ふじや千舟 仙台賛歌」というミニ番組を毎週金曜（11:50 - 11:55）に放送している。番組では宮城県内の「私の好きな風景」（詩・エッセイ・絵・写真）を募集しており（あて先は本店斜向かいにある河北新報の関連会社）、秀作は番組内、河北新報朝刊での自社広告、自社の公式ウェブサイトで紹介している。

### 沿革
ふじや千舟の起源は、煙草屋「ふじや」である。1949年（昭和24年）、復員兵だった佐藤長清が、北目町通と東三番丁の角（現在の本店所在地）に煙草屋「ふじや」を開業した。たばこのほか食品や雑貨の一部も扱っていた。戦後すぐの頃からパンやキャラメル、チョコレートなどの扱いもあったことから、当時、店の近隣にあった宮城学院の学生がよく店を利用していたという。
キャラメル、チョコレートを取り扱った経験から、佐藤は独自の菓子の開発を望むようになった。1954年（昭和29年）に佐藤は和菓子職人を招いて菓子作りを始めた。そして1958年（昭和33年）に「支倉焼」が誕生した。佐藤は随筆家で食通でもある福島慶子に試食を依頼して良い評価を得たことから、支倉焼の発売を決めた。支倉焼は販売当初から人気商品となった。当時は支倉焼以外の商品の取り扱いもあったが、品切れを起こすこともあった。このため、1963年（昭和38年）に商品の取り扱いが支倉焼1品に絞られた。
この間、1959年（昭和4年）に有限会社ふじや千舟が設立された。